# Lac Châteauguay
Der Lac Châteauguay ist ein See in der kanadischen Provinz Québec.

## Lage
Der Lac Châteauguay befindet sich auf der Labrador-Halbinsel 50 km westlich des Lac Cambrien. Er wird vom Rivière Châteauguay, einem linken Nebenfluss des Rivière Caniapiscau, in nordöstlicher Richtung durchflossen. Seine Fläche beträgt 68 km². Der See ist 17 km lang und 9 km breit und liegt im Bereich des Kanadischen Schildes auf einer Höhe von 323 m. 

## Etymologie
Der See wurde nach Louis Le Moyne de Châteauguay (1676–1694) benannt.